# 早稲田大学商学部入試問題漏洩事件
早稲田大学商学部入試問題漏洩事件（わせだだいがくしょうがくぶ にゅうしもんだいろうえいじけん）は、1980年（昭和55年）に早稲田大学商学部の入学試験問題が事前に漏洩し、不正に合格した学生や漏洩に関与した関係者が処分を受けた事件。

## 概要
1980年2月24日に行われた早稲田大学商学部の入学試験当日、試験官として立ち会った学生数人が、試験前の2月12日に東京都内の学習塾から依頼されて作成した模範解答の中の問題と、試験当日の実際の入試問題が酷似していることに気づき、教員に報告した。早稲田大学の教授会は入試問題が漏洩した恐れがあると判断。この事態を重く見て、すぐに調査に乗り出した。
大学側が学生たちの指摘する当該の試験問題と当日の入試問題を照合したところ、社会科の問題が一字違わず一致していたため、「事前に問題が漏洩していた可能性が高い」と判断した。問題を見た学生は、学習塾の責任者から模範解答の作成に対して謝礼を受け取っていたが、これが早稲田大学商学部の実際の入試問題であることは、入試当日に問題を目撃するまで知らなかった。
一方、毎日新聞に早稲田大学商学部の入試問題が漏洩したとタレコミがあり、同社の記者たちが独自に調査を開始。大学理事、模範解答を作成した予備校や、これを解いた在学生と接触し、入試問題の漏洩の事実を掴み、3月6日の朝刊にこの事件を一面トップで掲載した。
3月7日、商学部の合格発表の当日、早稲田大学は緊急の記者会見を開き、清水司総長、田中喜助商学部長（肩書きはいずれも当時）は事態の真相究明に乗り出すことを明らかにした。早大には苦情電話が殺到したほか、在学生がキャンパス内に抗議看板を立てる事態となった。
早大および毎日新聞が極秘に調査を進めた結果、入試問題の漏洩に関わった重要人物として、学習塾に問題を持ち込んだ張本人とされる元高等学校の男性教諭にたどり着いた。元教諭は、定年後は都内の運輸企業に勤務していたが、一部の保護者らから懇願されたことがきっかけで、裏口入学の斡旋を行っていたことを認めた。
元教諭は一部の早稲田大学職員たちと共謀して「裏口入学斡旋グループ」を作り、長年にわたって早稲田大学の入試で不正行為をおこなっていた。当初は、裏口入学者の答案を合格点以上の答案に差し替える手口を用いていた。しかし1979年（昭和54年）に、裏口入学に携わっていた職員が全員異動したため、この手口が使えなくなった。
そこで、大学直営の印刷所に勤める監視役の職員に、親戚の子供だけに見せると言う名目で依頼し、監視の目を掻い潜って盗み取る手法に切り替えられた。印刷所職員は問題用紙を抜き取り、ロッカーに保管し、厳戒態勢が解かれてから外部に持ち出して大学職員に手渡していた。大学職員は謝礼金として印刷所の職員に500万円を渡していた。
盗まれた入試問題（英語、国語及び日本史、世界史、地理Bの三教科五科目）は、元教諭を経て、学習塾に流れ、その模範解答が作成された。この時、本来の予定では、模範解答の作成は国公立大学の学生が行うことになっていたが断られ、急遽、早稲田大学の学生が模範解答の作成をすることになった。そして、今回の入試問題の漏洩が発覚した。
3月8日、警視庁は、裏口入学斡旋グループの中心であった大学職員2名と、元男性教諭、および印刷所の職員を、窃盗の容疑で逮捕した。早稲田大学はその入試問題を不正に入手した受験生9人の合格を取り消した。さらに過去にさかのぼって調査を行い、同グループの斡旋で不正入学していることが判明した卒業生42人と在学生13人に対し、入学取消と学籍抹消の処分を下した。
3月11日には漏洩事件に介在していたとして、教育学部教授であった市原康允が解任され、3人の受験生の父母から各1000万円の謝礼を受けたこと、 2人の浪人受験生に問題と模範解答を見せたことを認めた。3月13日には商学部長・田中喜助が引責辞任。3月22日には元早稲田大学総長室調査役で早稲田高校に出向中の商学部系事務職員OBが電車に飛び込み自殺。遺書には、疑惑の目で見られるのが耐えられず死を選ぶ以外なくなった、一連の疑惑には断じて関わりないとあり、最後に「早稲田大学万歳」とあった。3月24日には教育学部長が引責辞任した。
4月9日には、前月15日に保険学で知られた商学部教授が縊死していたことが判明、新聞社の調べでは不正入試に関係していた疑いが濃厚とされたが解明はされなかった。また4月20日には身の潔白が証明されていた大学総長室調査役（商学部系事務職員OB）が飛び降り自殺を図り、「私は不正入試に全く関係していない。もう世の中が嫌になった」とメモを残していた。
1981年、逮捕の大学職員二名は懲役二年、印刷所係長と元高校教員は執行猶予三年で結審した。